# Pieter Weening
Pieter Weening (* 5. April 1981 in Harkema, Provinz Friesland) ist ein ehemaliger niederländischer Radrennfahrer. Er galt als Allrounder.

## Sportliche Karriere
2002 gewann Weening die nationale Meisterschaft im Straßenrennen in der Klasse U23.
Von 2004 bis 2011 fuhr Weening für das Team Team Rabobank. Der größte Erfolg in dieser Zeit gelang ihm während der Tour de France 2005, als er die 8. Etappe im Fotofinish gegen Andreas Klöden für sich entschied. Beim Giro d’Italia 2010 wurde er 24. der Gesamtwertung, 2011 gewann er bei dieser Grand Tour eine Etappe
Anschließend wechselte Weenig zu Orica GreenEdge. Er gewann die Gesamtwertung der Polen-Rundfahrt 2013 und beim Giro d’Italia 2014 eine weitere Etappe. Mit seinem Wechsel 2016 zur Mannschaft Roompot Oranje Peloton konzentrierte sich Weening fortan auf kleinere Rundfahrten. So gewann er 2016 die Tour of Norway und eine Etappe der Tour de Suisse. Im Jahr darauf entschied er eine Etappe der Tour of Norway für sich, wurde Dritter der Gesamtwertung und gewann die Bergwertungen der Tour de Yorkshire 2017 und der Österreich-Rundfahrt 2017. Mit einem Etappensieg der Luxemburg-Rundfahrt 2019 erzielte er seinen letzten Karriereerfolg.
Nach Ablauf der Saison 2020, die er ab Juni mit Trek-Segafredo bestritt, beendete er seine Laufbahn als Aktiver. Er bestritt während seiner Laufbahn 18 Grand Tours. Seine letzte Grand Tour, der Giro d’Italia 2020, musste er infolge eines Sturzes nach vier Tagen aufgeben.

## Erfolge
2002

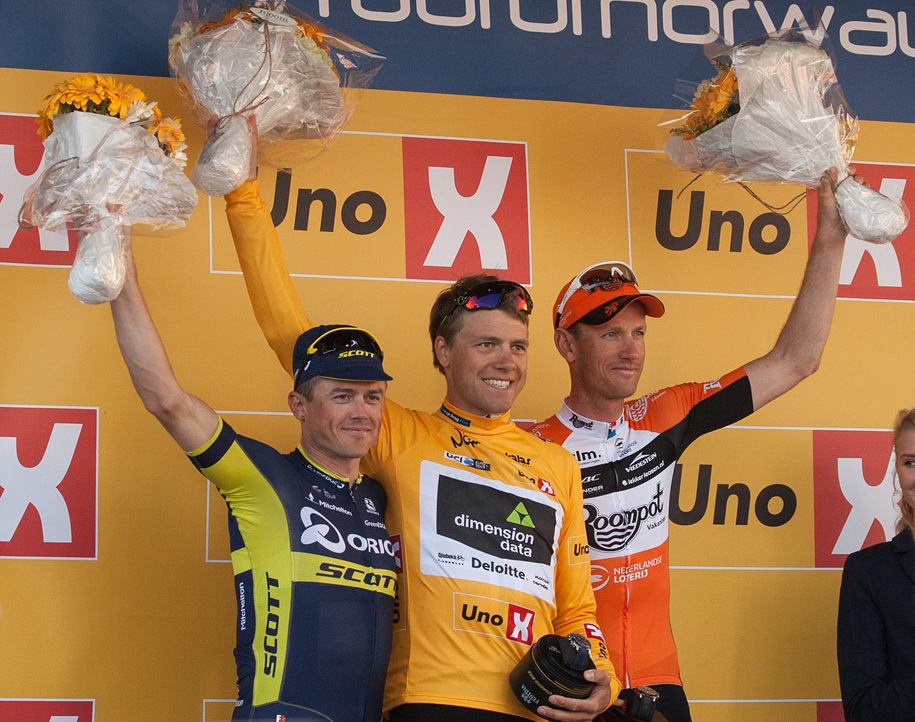
Pieter Weening (r.) als Dritter der Gesamtwertung der Tour of Norway 2017

- Gesamtwertung Internationale Thüringen Rundfahrt
- Niederländischer Meister (U23) – Straßenrennen

2003
- Gesamtwertung Istrian Spring Trophy

2005
- eine Etappe Tour de France
- eine Etappe Polen-Rundfahrt

2009
- eine Etappe Österreich-Rundfahrt

2011
- eine Etappe Giro d’Italia

2013
- Gesamtwertung Polen-Rundfahrt

2014
- eine Etappe und Mannschaftszeitfahren Giro d’Italia
- Giro della Toscana

2015
- Mannschaftszeitfahren Giro d’Italia

2016
- Gesamtwertung und eine Etappe Tour of Norway
- eine Etappe Tour de Suisse

2017
- Bergwertung Tour de Yorkshire
- eine Etappe Tour of Norway
- Bergwertung Österreich-Rundfahrt

2018
- eine Etappe Österreich-Rundfahrt

2019
- eine Etappe Luxemburg-Rundfahrt

## Grand-Tour-Platzierungen
| Grand Tour            | 2004 | 2005 | 2006 | 2007 | 2008 | 2009 | 2010 | 2011 | 2012 | 2013 | 2014 | 2015 | 2016 | 2017 | 2018 | 2019 | 2020 |
| --------------------- | ---- | ---- | ---- | ---- | ---- | ---- | ---- | ---- | ---- | ---- | ---- | ---- | ---- | ---- | ---- | ---- | ---- |
| Giro d’ItaliaGiro     | –    | –    | –    | –    | –    | –    | 24   | 44   | –    | 37   | DNF  | 92   | –    | –    | –    | –    | DNF  |
| Tour de FranceTour    | –    | 72   | 90   | 127  | 62   | –    | –    | –    | 72   | –    | –    | 144  | –    | –    | –    | –    | –    |
| Vuelta a EspañaVuelta | 59   | –    | 61   | –    | –    | 44   | –    | –    | 88   | –    | –    | –    | –    | –    | –    | –    | –    |